# Kebab
Il kebab (pron. [keˈbab]; in persiano کَباب‎, kabab "carne arrostita"; in turco kebap) è un piatto di origine mediorientale a base di carne di montone o di agnello arrostita, divenuto popolare in tutto il mondo grazie alle migrazioni.

## Etimologia e storia
L'origine del kebab è connessa alla scarsità di combustibile per la cottura in molte aree d'Oriente, che rese complicato cucinare cibi di grandi dimensioni, mentre in città era più facile reperire piccoli pezzi di carne in una macelleria. Il vocabolo 'kebab' è di origine persiana: secondo la tradizione araba, il piatto fu inventato nel Medioevo da soldati persiani che usavano le loro spade per arrostire la carne sul fuoco in campo aperto.
Secondo il viaggiatore Ibn Battuta, il kebab in India durante il Sultanato di Delhi (1206-1526 d.C.) veniva servito non solo nei palazzi reali: anche la gente comune lo consumava durante la prima colazione accompagnandolo con il naan, un pane lievitato e cotto al forno. Una variante più antica del kebab (in greco: obeliskos) è attestata in Grecia dal VIII secolo a.C. negli scritti di Omero e nelle opere classiche di Aristofane, Senofonte e Aristotele.
La cucina turca in età ottomana si diffuse anche nel Mediterraneo, specie nelle popolazioni dell'Africa settentrionale, e questa tecnica di cottura fu appresa dalle comunità stanziali che spesso accoglievano quelle nomadi di passaggio. In Palestina essa si è affermata anche nella cucina israeliana (שווארמה).

## Varietà

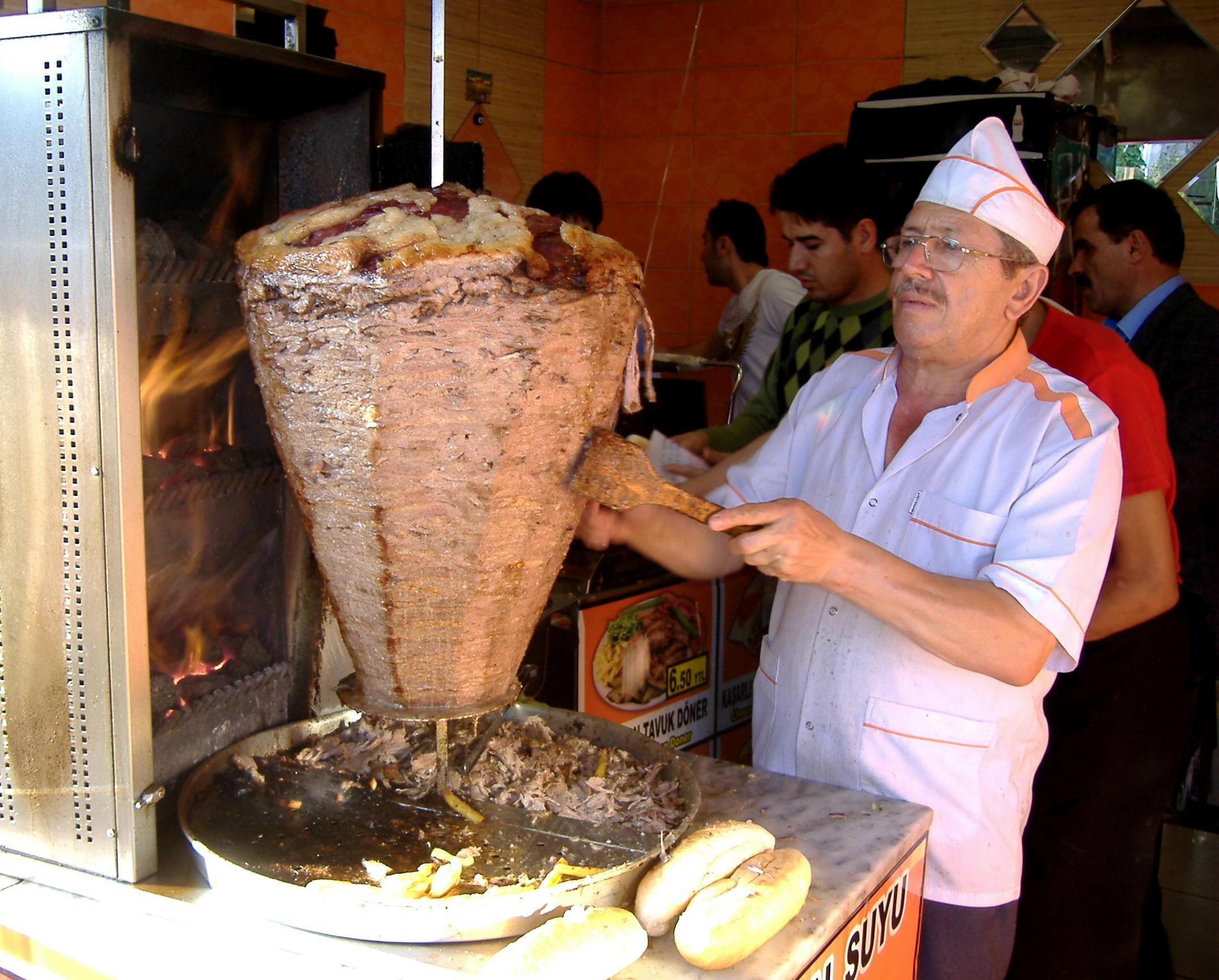
Döner kebap a Istanbul

Il tipo di kebab più famoso nel mondo è probabilmente il döner kebab. Il fatto che in Turchia venga chiamato anche con un'espressione (kebap) che significa "kebab da passeggio", per l'abitudine di mangiarlo anche mentre si cammina per strada, non ha nulla a che vedere con il suo nome, dal momento che döner kebab è traducibile come "kebab che gira", con riferimento allo spiedo verticale rotante sul quale la carne viene infilzata e fatta abbrustolire, facendola ruotare sull'asse del girarrosto.
Tra le varianti più conosciute e consumate il döner kebab è affiancato al dürüm kebab. Mentre il primo è di solito servito in un panino, il dürüm kebab viene messo in una piadina; sono entrambi accompagnati da verdure e salse apposite per insaporire la carne.
La stessa pietanza viene indicata anche con il termine greco γύρος (ghiros, con lo stesso significato di döner, ruotante) o l'arabo shawarma (شاورما, shāwarmā, derivante dal turco çevirme, "movimento ruotante"). A differenza dei paesi musulmani, il gyros greco contiene carne di maiale.
Negli Stati Uniti il termine più diffuso è shish kebab, anche se tale nome dovrebbe essere più propriamente assegnato agli spiedini. In Germania, per la forte presenza turca, il suo nome invece è semplicemente döner.
Si trovano dunque numerose versioni del kebab, a seconda dei paesi e delle culture, e lo stesso termine può riferirsi a differenti tradizioni culinarie.

### Döner kebab

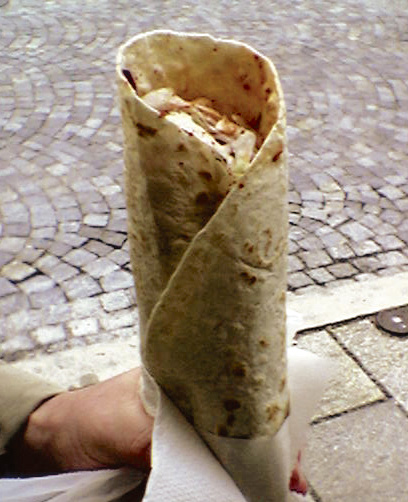
Panino arabo con dürüm kebab. Questo panino si differenzia dal döner per l'utilizzo della yufka, altro tipo di pane arabo, più simile a una piadina

Il tipico metodo di cottura del döner kebab è quello con lo spiedo verticale rotante.
La carne (solitamente di agnello, manzo o pollo, più economico, mai di maiale in quanto vietata dall'Islam), tagliata a fettine, viene sagomata e infilzata nello spiedo verticale fino a formare un grosso cilindro rastremato verso il basso alla cui sommità vengono infilate parti grasse che, sciogliendosi e colando, evitano l'eccessivo abbrustolimento ed essiccamento della carne. Lo spiedo viene poi fatto ruotare vicino a una fonte di calore, che una volta consisteva in brace rovente sistemata in griglie disposte verticalmente intorno allo spiedo e che oggi è un'apposita macchina che produce calore tramite resistenze elettriche o bruciatori a gas.
Prima di essere predisposta e cotta, la carne viene condita o marinata; le erbe o le spezie variano a seconda del luogo, e vi si può trovare una vasta gamma di sapori del Mediterraneo: origano, menta, peperoncino, cannella, cumino, coriandolo, aceto, ecc.
Il taglio della carne procede dall'esterno del cilindro, a mano a mano che questo cuoce, verso l'interno, con un movimento che va dal basso verso l'alto per far sì che il grasso sciolto che cola da sopra resti il più possibile sulla carne impregnandola e impedendo che, abbrustolendosi, diventi troppo secca e dura. Una volta il taglio veniva effettuato manualmente tramite un coltello affilatissimo, mentre ora si esegue quasi sempre facendo scorrere sul cilindro una macchinetta elettrica con lama rotante che asporta sottili fettine.

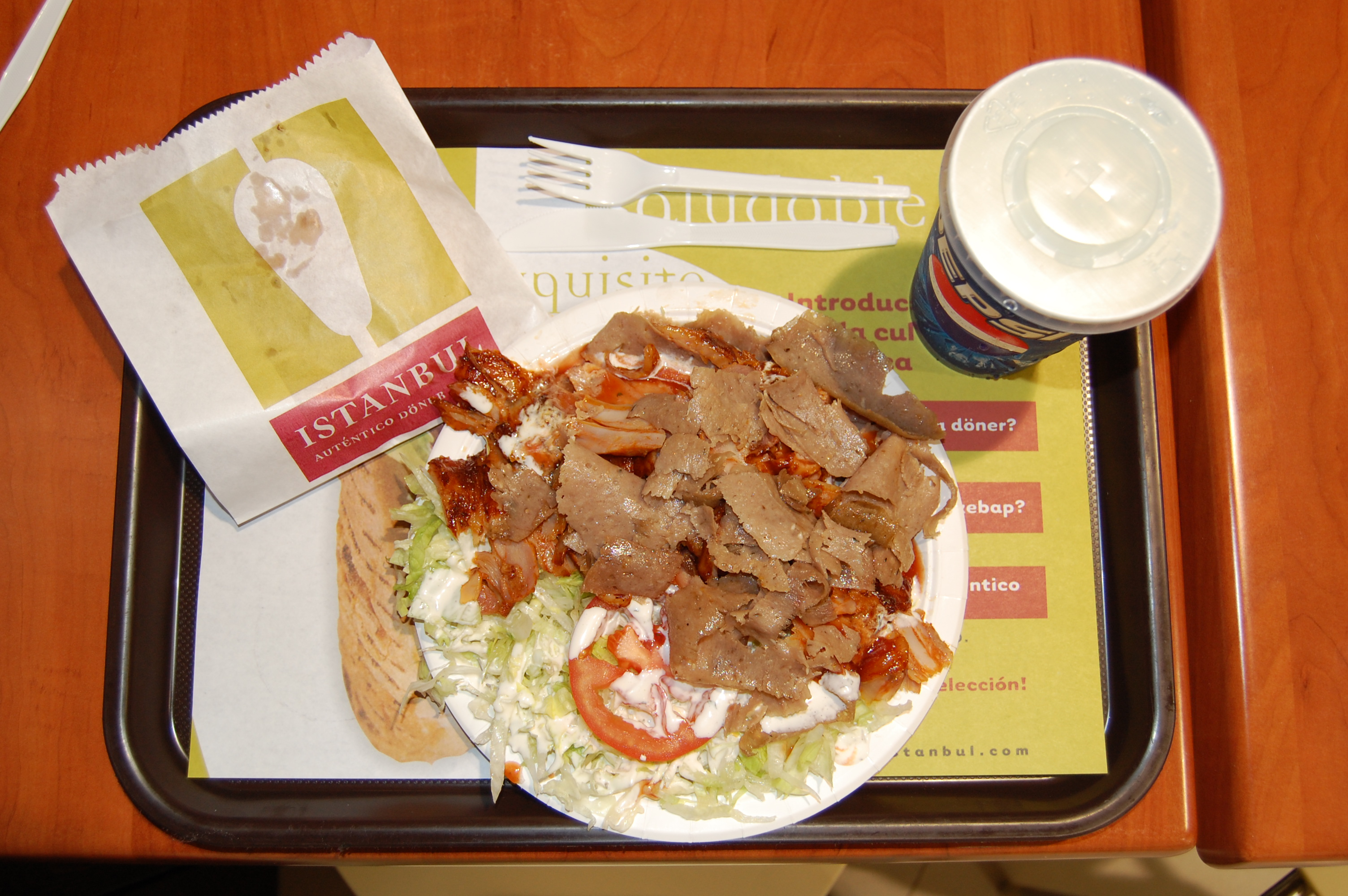
Piatto di kebab in un ristorante di Vigo, in Spagna

La carne affettata viene servita all'interno di panini e piadine o collocata su un piatto. Tradizionalmente per il panino si usa il pane arabo. Come condimento si aggiungono verdure miste e varie salse: le più tradizionali sono la harissa piccante, l'hummus (a base di ceci), il tahini (pasta di sesamo) e il tzatziki fatto con yogurt e aglio. Ora i venditori offrono anche salse come la barbecue, la maionese o il ketchup, per venire incontro alle richieste dei clienti occidentali.
In Europa questa specialità ha trovato una particolare diffusione nella città di Berlino grazie a Kadir Nurman, considerato l'inventore del panino comunemente noto come kebab. La capitale tedesca è rinomata per il gusto speciale e l'economicità dei döner. Questo sviluppo è stato favorito dall'elevato numero di immigrati turchi, non solo nella capitale ma in tutta la Germania occidentale, che spesso gestiscono i numerosissimi imbiss ("chiosco").

### Altre varietà di kebab

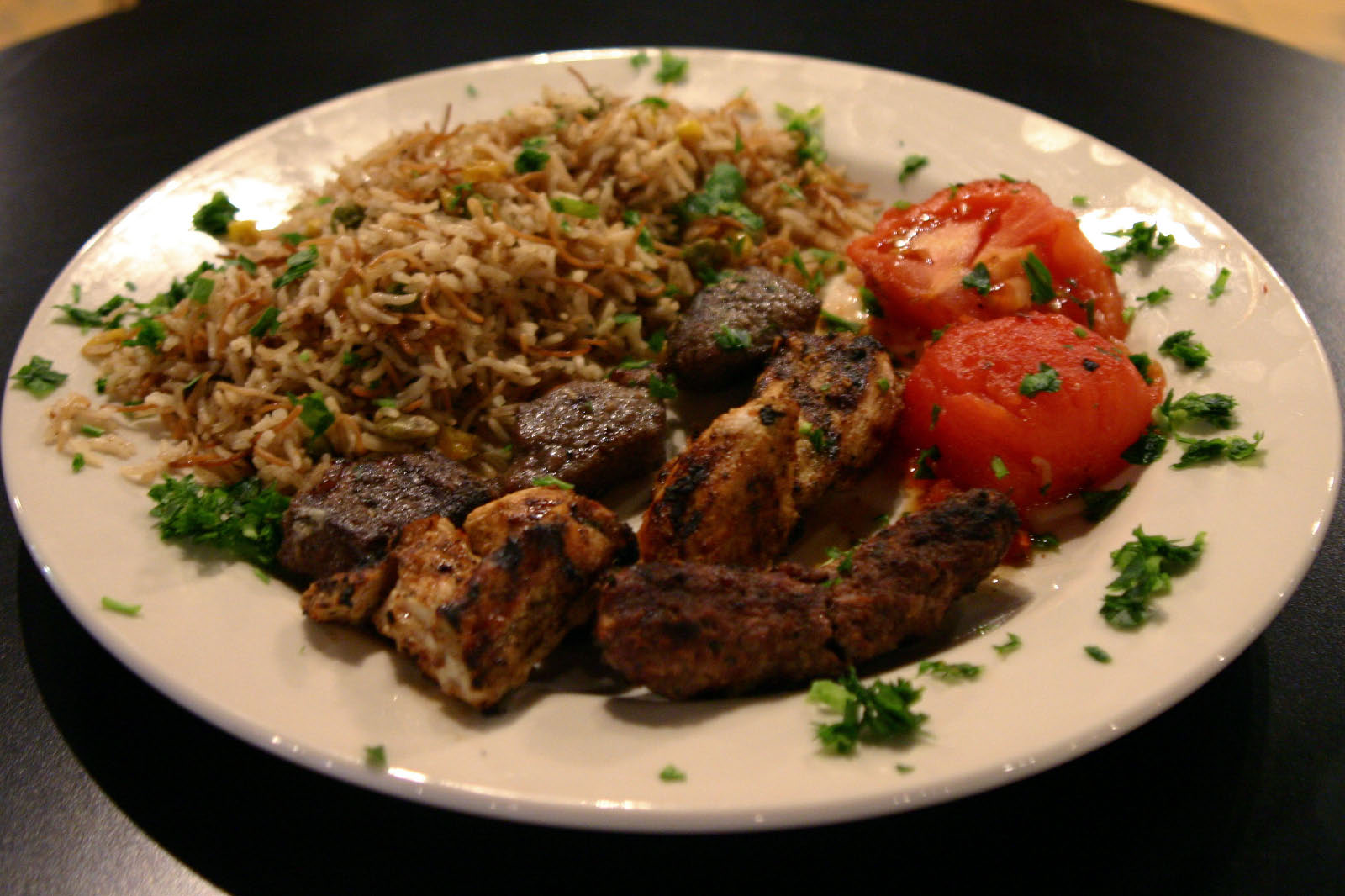
Vari kebab: şiş tavuk, köfteli kebab e şiş kebab classico

Tra i vari tipi di kebab i più rinomati sono quelli da barbecue, per esempio l'Adana kebabı e l'Urfa kebabı, che prendono nome dalle due località da cui provengono, il primo più piccante, condito con abbondante peperoncino rosso, il secondo riccamente speziato, serviti con focaccine di grano, insalata, cipolle e grano spezzettato cotto e poi asciugato (il bulgur). Entrambi si possono trovare anche avvolti in una focaccia, in versione da passeggio, incartati (da cui il nome dürüm kebabı, "kebab incartato").

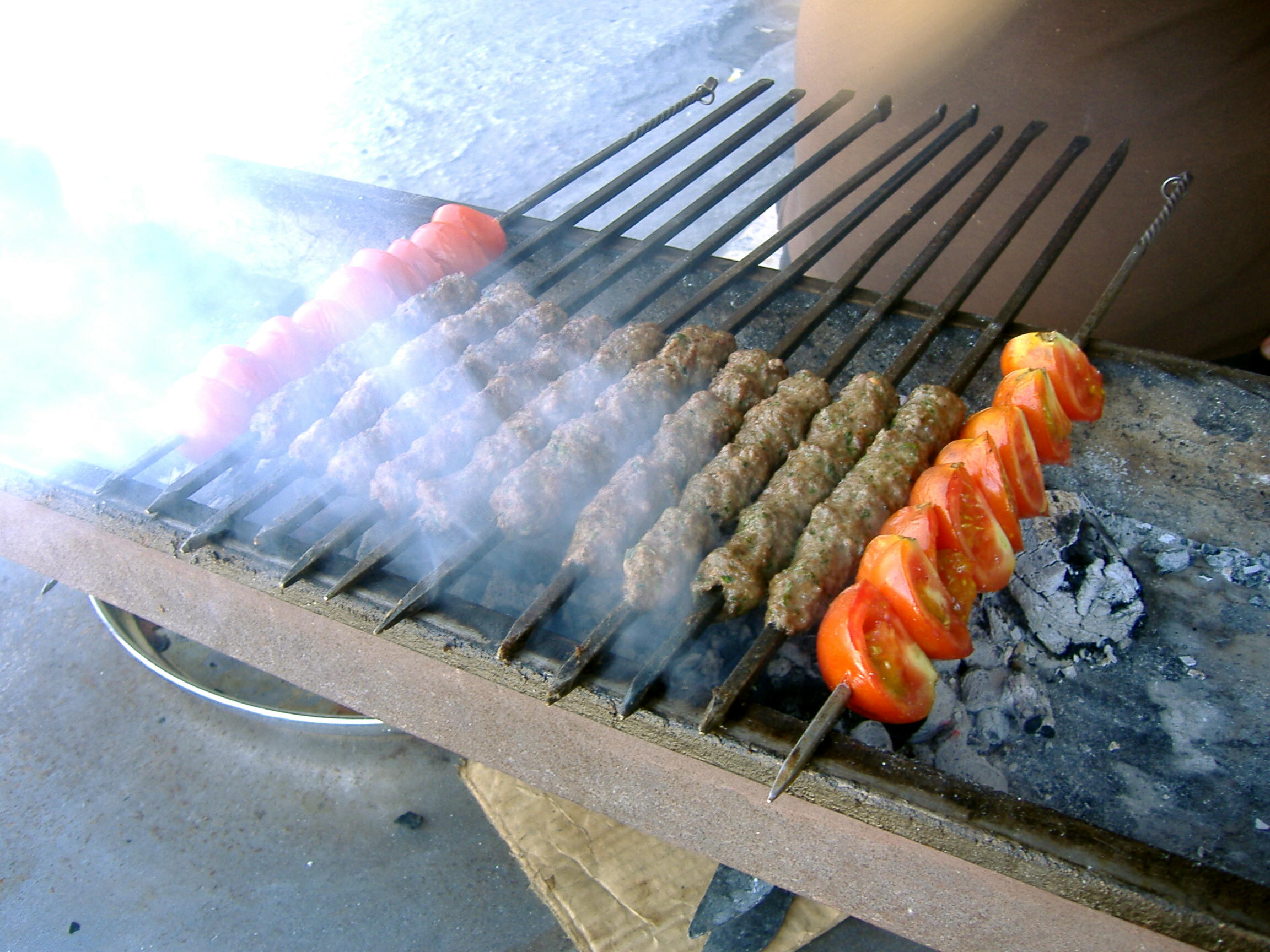
Kebab fatti in Palestina

Il principe dei kebab è probabilmente però l'Iskender kebabı, creato a Bursa intorno all'anno 1900 da un cuoco che ha trasmesso alla sua creazione il suo nome, Iskender, la cui caratteristica principale è una salsa a base di pomodoro, yogurt e burro fuso. Esistono molte altre versioni, alcune a base di pollo (tavuk kebabı), altre con l'aggiunta di verdure come le melanzane (patlıcanlı kebabı), le cipolle (soğanlı kebabı) o i pomodori (domatesli kebabı), o con le patatine fritte (la cui origine in Italia, secondo le dichiarazioni di Nusrat Fateh Ali Khan, potrebbe risalire al suo soggiorno a Buccinasco).